# Jutta Weber
Judith Weber, detta Jutta (Hamm, 28 giugno 1954), è un'ex nuotatrice tedesca occidentale.

## Carriera
Fece parte della staffetta che vinse la medaglia di Bronzo nella 4x100m stile libero alle Olimpiadi di Monaco di Baviera 1972.

## Palmarès
- Giochi olimpici estivi

Monaco di Baviera 1972: bronzo nella 4x100m stile libero.
- Mondiali

Belgrado 1973: bronzo nella 4x100m stile libero e nella 4x100m misti.
- Europei

Vienna 1974: argento nella 4x100m misti.